# Aeroportul Decatur Hi-Way
Aeroportul Decatur Hi-Way (IATA: DCR, ICAO: KDCR, FAA LID: DCR) este un aeroport din Indiana, Statele Unite ale Americii ce deservește zona Decatur. A fost numit după zona deservită.
Situat la o altitudine de 257 m, aeroportul dispune de o singură pistă.